# MPR-vaccin
MPR-vaccin eller kombinationsvaccinet MPR ges som en injektion och skyddar mot mässling (morbilli), påssjuka (parotit) och röda hund (rubella). I Sverige ingår vaccinet i det allmänna vaccinationsprogrammet sedan 1982 och ges vid 18 månaders ålder, och i årskurs 1-2. Det räknas vanligtvis som ett barnvaccin, men rekommenderas till vuxna som drabbats av HIV.
Vaccinet innehåller levande försvagade (attenuerade) virusstammar av de tre virussorterna som förökar sig efter injektion. Då partiklarna är försvagade blir infektionen lindrig och oftast symtomlös och kroppens immunförsvar utvecklar ett immunologiskt minne så att man undviker att bli smittad av en riktig stam. 

## Effektivitet

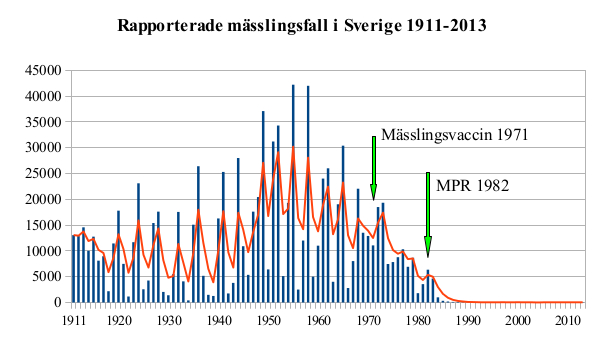
Rapporterade mässlingsfall i Sverige 1911-2013. Data för 1911–1988 är från tjänsteläkarrapporten, 1989–1996 från frivillig laboratorierapportering och sedan 1997 från rapportering enligt Smittskyddslagen (anmälningsplikt). Den röda linjen är ett exponentiellt medelvärde. De gröna pilarna visar när vaccin började användas. Källa: Folkhälsomyndigheten.

Den vaccination med det kombinationsvaccin mot sjukdomarna mässling, påssjuka och röda hund (MPR-vaccin) som används idag skyddar mot dessa sjukdomar och deras komplikationer.

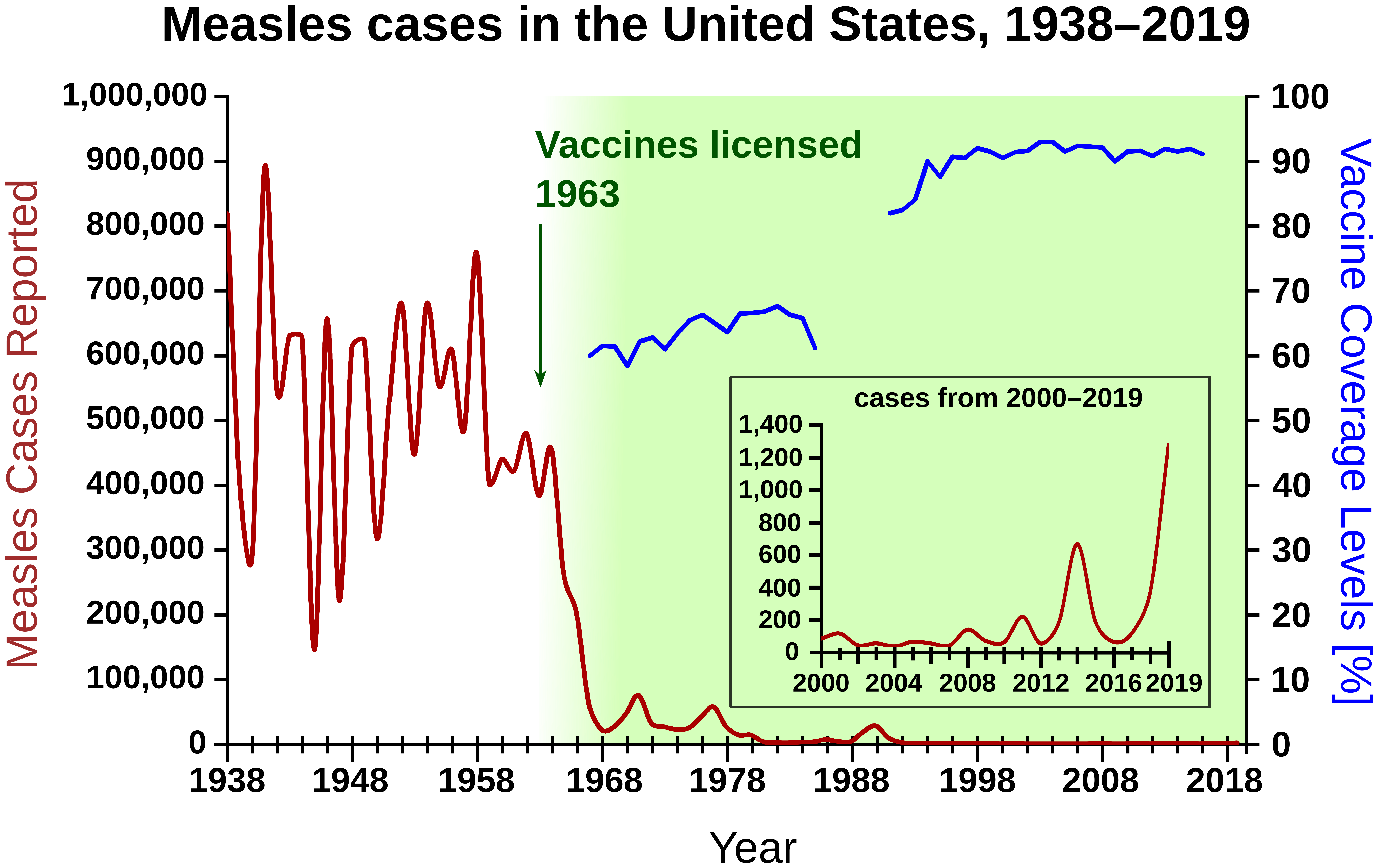
Efter att vaccin introducerades i USA sjönk sjukdomsincidensen för mässling drastiskt.

Under de första 20 åren av vaccination mot mässling i USA förhindrades enligt statistiska beräkningar 52 miljoner sjukdomsfall, 17 400 fall av utvecklingsstörning och 5 200 dödsfall. 

## Biverkningar
MPR-vaccin ökar risken för feberkramper under de två första veckorna efter vaccination, då feber är vanligt förekommande, men ökar inte risken för senare epilepsi. MPR-vaccin orsakar inte diabetes typ 1 eller förekomsten av sådana allvarliga infektioner, som kräver inläggning på sjukhus.
I Storbritannien drogs ett trippelvaccin in i början av 1990-talet efter att man sett ett samband med ökad risk för hjärnhinneinflammationer för påssjukedelen av vaccinet. Just det vaccinet har aldrig använts i Sverige. Risken för hjärninflammation eller hjärnhinneinflammation vid vaccination med MPR-vaccin beräknas till 1 på 1 miljon vaccinationer vilket ska jämföras med 1 på 1000 om man drabbas av mässling och 1 på 100 om man drabbas av påssjuka.
Data från kliniska prövningar (Från Fass)
| Organsystemklass                                            | Frekvens       | Biverkningar                                                                                      |
| Infektioner och infestationer                               | Vanliga        | övre luftvägsinfektion                                                                            |
| Infektioner och infestationer                               | Mindre vanliga | otitis media                                                                                      |
| Blodet och lymfsystemet                                     | Mindre vanliga | lymfadenopati                                                                                     |
| Immunsystemet                                               | Sällsynta      | allergiska reaktioner                                                                             |
| Metabolism och nutrition                                    | Mindre vanliga | anorexi                                                                                           |
| Psykiska störningar                                         | Mindre vanliga | oro, ihållande gråt, insomni                                                                      |
| Centrala och perifera nervsystemet                          | Sällsynta      | feberkramper                                                                                      |
| Ögon                                                        | Mindre vanliga | konjunktivit                                                                                      |
| Andningsvägar, bröstkorg och mediastinum                    | Mindre vanliga | bronkit, hosta                                                                                    |
| Magtarmkanalen                                              | Mindre vanliga | förstorade parotiskörtlar, diarré, kräkning                                                       |
| Hud och subkutan vävnad                                     | Vanliga        | hudutslag                                                                                         |
| Allmänna symtom och/eller symtom vid administreringsstället | Mycket vanliga | rodnad vid injektionsstället, feber ≥38 °C (rektalt) eller ≥37,5 °C (axillärt/oralt)              |
| Allmänna symtom och/eller symtom vid administreringsstället | Vanliga        | smärta och svullnad vid injektionsstället, feber >39,5 °C (rektalt) eller >39 °C (axillärt/oralt) |

Data efter lansering (Från Fass)
| Organsystemklass                      | Biverkningar |
| Infektioner och infestationer         | Meningit, mässlingliknande syndrom, påssjukeliknande syndrom (inkluderar orkit, epididymit och parotit)                                                                   |
| Blodet och lymfsystemet               | Trombocytopeni, trombocytopenisk purpura |
| Immunsystemet                         | Anafylaktiska reaktioner |
| Centrala och perifera nervsystemet    | Encefalit*, cerebellit, cerebellitliknande symtom (inkluderar övergående gångstörning och övergående ataxi), Guillain-Barrés syndrom, transversell myelit, perifer neurit |
| Blodkärl                              | Vaskulit |
| Hud och subkutan vävnad               | Erythema multiforme |
| Muskuloskeletala systemet och bindväv | Artralgi, artrit |

American Academy of Pediatrics har gjort en sammanställning av forskning om vaccinsäkerhet. Resultaten visar bland annat att det inte finns någon länk mellan vaccinet och autism.

## Förfalskad forskning
För mer information, se Kontroversen om MPR-vaccinet
Efter en artikel 1998 i The Lancet av Andrew Wakefield om påstådda fall av autism i samband med MPR-vaccination i Storbritannien diskuterades om det var säkert att vaccinera mot alla tre sjukdomarna samtidigt. Ingen lyckades dock reproducera resultaten av Wakefields undersökning, och efter en utredning 2004 kom det fram att Wakefield fick 435 643 pund för konsultarbete rörande ett rättsfall, där en brittisk advokat stämt en MPR-vaccintillverkare. År 2009 rapporterade The Sunday Times att Wakefield manipulerat sina patientdata och felrapporterat resultaten i sin artikel och på så vis skapat ett samband med autism.  Förfalskningarna bekräftades 2011 av redaktionen av British Medical Journal. Wakefield fråntogs sin läkarlegitimation 2010.
Rädslan för biverkningar har lett till att många i Storbritannien underlät att vaccinera sina barn, vilket åstadkom en ökning av påssjuka, röda hund och mässling där. Rädsla för biverkningar har kartlagts i Sverige av Folkhälsomyndigheten[förklaring behövs]

## Begreppet "trippelvaccin"
MPR-vaccinet är variant av "trippelvaccin", det vill säga ett vaccin som ges mot tre olika sjukdomar. Ett annat svenskt exempel på trippelvaccin är det vaccin mot difteri, stelkramp och kikhosta, som användes fram till 1970-talet och sedan återigen från och med 1996.